# Руан (коммуна)
Руан (норв. Roan) — коммуна в губернии Сёр-Трёнделаг в Норвегии. Административный центр коммуны — город Руан. Официальный язык коммуны — нейтральный. Население коммуны на 2007 год составляло 1007 чел. Площадь коммуны Руан — 376,68 км², код-идентификатор — 1632.

## История населения коммуны
Население коммуны за последние 60 лет.

Статистика коммуны Руан